# Christian Pram-Henningsen

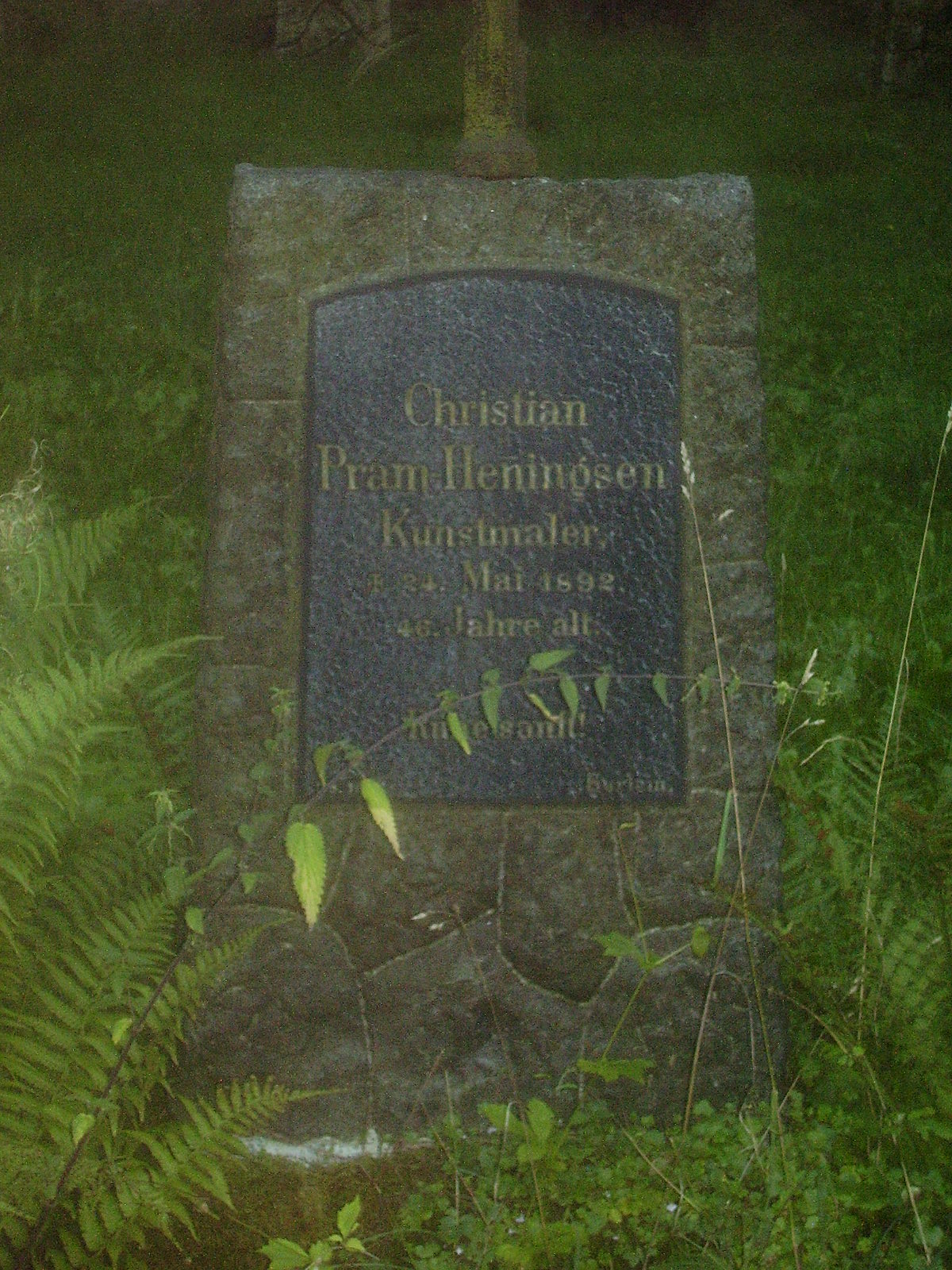
Grab auf dem Alten Südfriedhof

Christian Pram-Henningsen (* 19. November 1846 in Kopenhagen; † 24. Mai 1892 in München) war ein dänischer Genremaler.
Christian Pram-Henningsen, Sohn von Jens Henningsen (1801–1868) und Johanne Cathrine, geborene Frølich, (* 1813) studierte von 1865 bis 1871 an der Königlichen Dänischen Kunstakademie. Am 22. April 1874 heiratete er Johanne Larsen und ging 1883 nach München. Er starb an Typhus.